# Borgå Akilles
Borgå Akilles (finska Porvoon Akilles) är en finländsk idrottsförening i Borgå. Den är bildad 1902. 
I dag är Akilles främst känd för sitt bandylag som spelar i finska Bandyligan. Klubben tog FM-brons år 2014 och 2018, och silver 2016 och 2017. Akilles har även tre guld från åren 1981 ,1985 och 2021. Klubbens representationslag i fotboll spelar i Trean, landets fjärde högsta division.

## Meriter

### Bandy
- FM-guld: 1981, 1985, 2021
- FM-silver: 2016, 2017
- FM-brons: 2014, 2018
- Finska cupen: 2019

### Friidrott
- Kalevapokalen: 1926